# Gellio Coronaro
Gellio Coronaro   (Vicenza, 30 de novembre de 1863 - Milà, 26 de juliol de 1916) Gellio Benevenuto Coronaro va ser un compositor i pianista italià. Era germà d'Antonio i Gaetano Coronaro.
Coronaro va debutar com a pianista als 8 anys. Va ser director de teatre a Marostica quan tenia 13 anys. Coronaro va començar a estudiar al Conservatori de Bolonya als 19 anys i en graduar-se va rebre el primer premi per la seva òpera Jolanda, que es va estrenar el 24 de juny de 1883. Els professors de Coronaro van ser Alessandro Busi, Federico Parisini i Luigi Mancinelli.
L'òpera Lafesta a marina de Coronaro va guanyar el primer premi al concurs Edoardo Sonzogno. Es va estrenar amb èxit a Venècia el 21 de març de 1893. Les altres obres escèniques de Coronaro inclouen Minestrone Napoletano (1893), Claudia (1895) i Bertoldo (1910). La seva producció també inclou música de cambra, peces espirituals i cançons.